# Apple A5
Apple A5 — двухъядерный микропроцессор компании Apple из серии Apple Ax, построенный по принципу PoP (Package on package). Представляет собой систему на кристалле (SoC). Содержит 500 млн. транзисторов в процессоре.

## Описание
Разработан Apple A5 в качестве замены процессора Apple A4. Производится на фабриках компании Samsung.
Был представлен 2 марта 2011 года вместе с выпуском Apple iPad 2.
A5 содержит два основных ядра с модифицированной архитектурой ARM Cortex A9, работающих на частоте 0.8—1 ГГц, и графический сопроцессор PowerVR SGX 543MP2 (200 МГц), который в 9 раз мощнее графического ядра PowerVR SGX 535, используемого в предыдущем процессоре Apple A4.
Apple утверждает, что процессор до двух раз быстрее, чем A4.

## Применение
Первым устройством, использующим процессор Apple A5, стал разработанный компанией Apple интернет-планшет Apple iPad 2, презентация которого состоялась 2 марта 2011 года.
Устройства, использующие процессор Apple A5:
- iPad 2 (45 нм) — Март 2011 — Март 2012
- iPhone 4S (45 нм) — Октябрь 2011 — сентябрь 2014
- Apple TV 3-го поколения (версия 3.1) (использует одноядерную модификацию) — Март 2012 — январь 2013
- iPad 2 (32 нм) — Март 2012 — март 2014
- iPod Touch 5G (32 нм) — Октябрь 2012 — июля 2015
- iPad Mini (32 нм) — Ноябрь 2012 — июня 2015

## Производство
Процессор изготавливался компанией Samsung на заводе S2 в городе Остин (штат Техас). Для производства этого чипа были задействованы практически все мощности завода (кроме линии по производству памяти).
Существует два поколения процессоров данной модели, выполненные по разным технологическим нормам и обозначаемые разными кодами:
- S5L8940 (45 нм A5): iPhone 4S и iPad 2.[5] Площадь чипа 122.2 мм²[6], микросборка PoP[англ.] из процессора и ОЗУ.
- S5L8942 (32 нм A5): Apple TV (3-е поколение), iPad 2 (обновленный вариант «iPad 2,4» — анонсированы 7 марта 2012 года), iPad mini;[7] а также iPod Touch 5-го поколения. В Apple TV одно ядро чипа выключено.[8] Новый A5 примерно на 41 % меньше предыдущего, его площадь равна 69.6 мм²[9]. Микросборка PoP с ОЗУ.